# 류오역
류오역(일본어: 竜王駅, りゅうおうえき)은 일본 야마나시현 가이시에 있는 동일본 여객철도 및 일본화물철도 주오 본선의 역이다.
주오 선을 운행하는 특급열차가 정차하는 역이기도 하며, 특히 가이지 호는 이 역까지 운행하는 열차도 있다.

## 타는 곳
| 1 | ■주오 본선 | 니라사키・고부치자와・가미스와・마쓰모토 방면 |
| 2 | ■주오 본선 | 상하행 대피선                                 |
| 3 | ■주오 본선 | 고후・오쓰키・하치오지・신주쿠 방면           |

## 인접역
| 동일본 여객철도 주오 본선 | 동일본 여객철도 주오 본선 | 동일본 여객철도 주오 본선 |
| ------------------------- | ------------------------- | ------------------------- |
| 고후 다치카와 방면        | ■ 주오 본선 보통          | 시오자키 마쓰모토 방면    |